# Pueblo Bonito

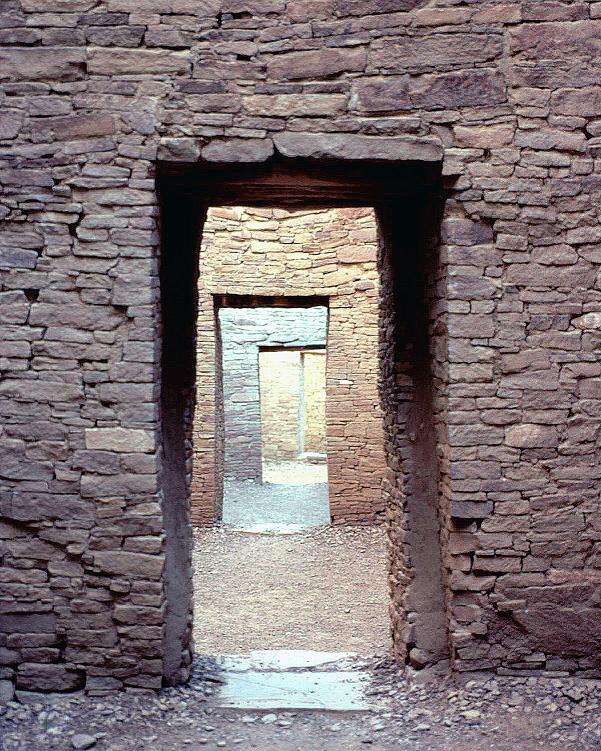
Una puerta de entrada a Pueblo Bonito.

Pueblo Bonito fue un antiguo complejo habitacional que albergó a los antiguos indios pueblo, portadores de la cultura anasazi. Pueblo Bonito es la estructura más grande conocida en el Cañón del Chaco (Chaco Culture National Historical Park), en la parte norte de Nuevo México. Esta estructura fue ocupada entre 828 a 1126. El nombre le fue dado por los exploradores españoles al ver la magnificencia de sus ruinas, aunque el nombre original no se sabe.
En enero de 1941 la pared denominada "Threatening Rock" (Roca Amenazadora), una sección del Cañón del Chaco conocida también como tse biyaa anii'ahí (espacio de la roca inclinada) en idioma navajo, se colapsó, destruyendo parte de la estructura trasera de la construcción de pueblo bonito, llevándose consigo varios cuartos.
Los constructores de Pueblo Bonito sabían de esta amenaza, aunque de todos modos, decidieron construirlo debajo de la gran roca, que se alzaba unos 30 metros del piso, pesando aproximadamente 30 000 toneladas, lo cual compensaron construyendo un refuerzo estructural para el bloque.

## Historia

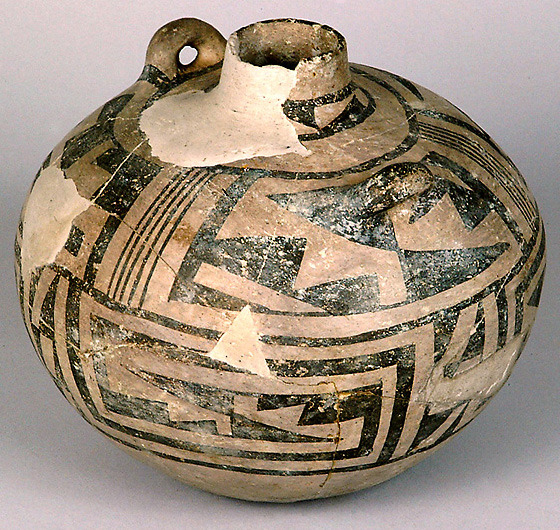
Una cantimplora encontrada en el Cañón Chaco.

La civilización de pueblo bonito floreció entre los años 800 a 1200, esta civilización fue un importante centro comercial de turquesas, siendo la cultura tolteca su principal aliado en Mesoamérica para la comercialización de dicha gema, extendiéndose después en todo México y Centroamérica.
Las turquesas eran intercambiadas por guacamayas, campanas de cobre y otras artesanías, de los miles de cerámicas y piezas encontradas en excavaciones se pueden notar en su mayoría piezas de origen (indígena) Mexicano, pronto al hacerse la turquesa
tan común esta cultura comenzó a menguar en sus exportaciones, llegando casi a la extinción, dedicándose estos primero pobladores de América a otras actividades y emigrando a otros lugares de Nevada y Nuevo México, la cultura Anasazi fue principalmente cosechadora de maíz; El comercio de estas piedras preciosas a pesar de haber desaparecido en la memoria de los pueblos mexicanos, si quedarían leyendas que en parte contribuirían al llegar los españoles con las leyendas de "las siete ciudades doradas", motivándolos a buscar esas ciudades llenas de oro más al norte.
Sería un grupo de exploradores españoles, del cual no se tienen nombres los primeros en redescubrir este gran edificio de más de 800 habitaciones, quienes llevarían las noticias.
Más tarde los primeros exploradores de nuevo México en busca de las siete ciudades de oro serían Fray Marcos de Niza, Álvar Núñez Cabeza de Vaca, Esteban el Moro, y Francisco Vázquez de Coronado, que buscarían incesantemente las míticas ciudades encontrando dos de ellas Cíbola y Quivira pero sin oro alguno.
Sería hasta 1774 en que Don Bernardo de Miera y Pacheco identificaran el Cañón del Chaco poniendo la palabra "Chaca" en un mapa, la cual fue una transliteración al castellano para una palabra de origen navajo, para "Chacra Mesa" y "Chaco".

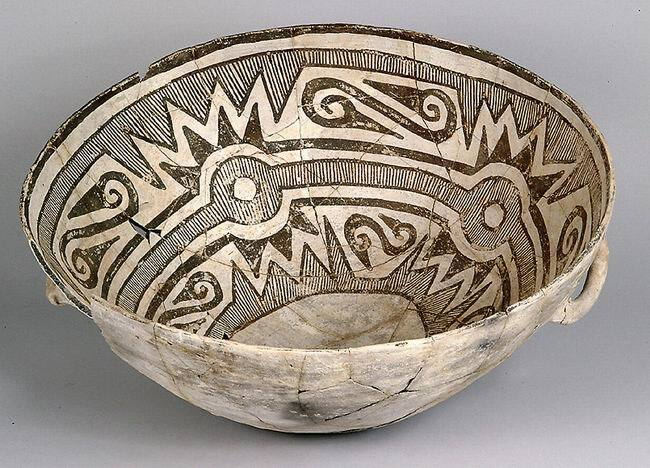
cerámica encontrada en Chaco.

En 1849 el teniente del U.S. army James H. Simpson acompañado de un guía del Pueblo de San Juan (San Juan Pueblo) de apellido Carravahal (Carbajal), en una expedición militar llegaron al Cañón del Chaco, los cuales examinaron 8 ruinas entre ellas las de Pueblo Bonito, siendo estos los nombres que Carbajal dio en español como eran conocidos esos pueblos, en su reporte militar dio una breve descripción del Cañón chaco, con dibujos de R. H. Kern.
Richard Wetherill, George H. un estudiante de historia natural, comenzaron las excavaciones de Pueblo Bonito en 1896 las cuales terminaron en 1900. 
Estas excavaciones fueron financiadas por B. Talbot Hyde y Frederick E. Hyde, Jr. de la ciudad de New York, quienes eran filántropos y coleccionistas.
En estas primeras excavaciones dos hombres encontraron 190 cuartos del total de 800, los cuales fotografiaron e hicieron un mapeo de las estructuras mayores del cañón (otras poblaciones), los artefactos encontrados fueron puestos a disposición del American Museum of Natural History.
Después de estas excavaciones, Richard Wetherill buscó tener control del cañón para sus propias ganancias personales, incluyendo además de Pueblo Bonito, a Chetro Ketl y Pueblo Del Arroyo.
Él buscó unas leyes de protección para sí mismo sobre las ruinas, las cuales fueron invalidadas por la General Land Office en 1904
fue así como el gobierno federal estadounidense toma posesión formal de esas tierras, pidiéndole a Wetherill que parara con toda excavación hasta esa fecha, el cual continuo corriendo un establecimiento comercial hasta su muerte en 1910.

## Arte rupestre
En la parte de atrás en Pueblo Bonito hay una serie de Petroglifos
dibujando unos pies con seis dedos, un elemento encontrado en otros artes rupestres de la cultura pueblo.
Estas imágenes fueron hechas alrededor del 900 o 1000 d. C.

### Descripción y dimensiones

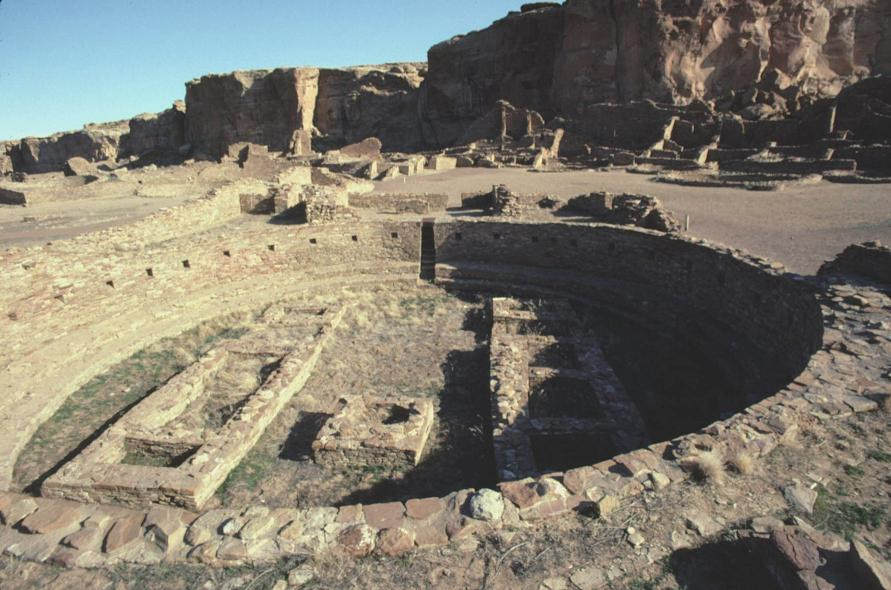
Imagen aérea de Pueblo Bonito y la Kiva principal.

Pueblo Bonito es la mayor construcción de las trece 'grandes' casas en el cañón del chaco y está dividido en dos secciones por un muro precisamente alineado, el cual corre de norte a sur a través de la plaza central, dándole forma de una D, con medidas de 1,4 ha o 4 acres.
Unas "Gran Kiva" se encuentran puestas en cada lado del muro, creando un patrón simétrico común en la mayoría de las Grandes casas.
En adición de las gran kivas, otras treinta kivas (estructuras ceremoniales) han sido encontradas, las más grandes medían 22 metros (66 pies) las cuales se encuentran asociadas con el Gran patio central.
El interior de las habitaciones eran un poco mayor de la norma común para los Antiguos Pueblos.

El área de pueblo bonito cubre aproximadamente dos hectáreas o 4 acres, y la parte antigua fue construida entre 825 a 950 (la primera parte) la cual contó con cerca de 800 habitaciones, cifras conservadoras lo sitúan alrededor de 650, para el 1200.
Esta estructura escalonada fue de cuatro y cinco niveles de alto.
cada cuarto media cerca de 2 pies 8 pulgadas y 5×4 metros (16 x 13 pies).
En la última fase de su construcción, algunos lugares de la planta baja fueron rellenados con escombros para soporte de los pisos más altos.
La apariencia de centro en la arquitectura y su construcción de múltiples niveles produjo paredes tan gruesas como de tres pies (1 metro).
La estimaciones arqueológicas para este gran asentamiento humano varían, los cuales sitúan cada cuarto para una pareja, o hasta una familia de cuatro.
A principios del siglo pasado, las estructuras eran vistas como pequeñas ciudades, acomodando muchas personas en un cuarto, así desde esta perspectiva en el tiempo de mayor auge en Pueblo Bonito, pudieron haber sido varios miles de personas viviendo en este emporio comercial.
Aunque análisis recientes han bajado la población a 800, datos primariamente tomados debido al pequeño número de chimeneas usables en las ruinas, por lo regular estas eran colocadas en la planta baja, cerca de la Plaza central; las cuales se encuentran asociadas en sus entradas a una serie de cuartos según se avanza en la estructura.
Estos cuartos se conectaban entre sí por varias entradas interiores, algunas de ellas con forma de T.
Así de estos análisis una familia completa pudo haber habitado de entre 3 a 4 cuartos, estos a su vez contenían pequeños espacios usados para almacenamiento.
Prácticamente no había forma externa de acceso a los cuartos del edificio más que los que conducían del patio o jardín central.
Aunque la capacidad de Pueblo bonito pudo albergar a una gran población, es posible que no haya sido ni una ciudad o aldea, debido al entorno o el medio ambiente impropicio para sostener una gran población.
Las excavaciones en el lugar no han revelado un número significativo de vertederos de basura que pudieran cuantificar un área residencial.

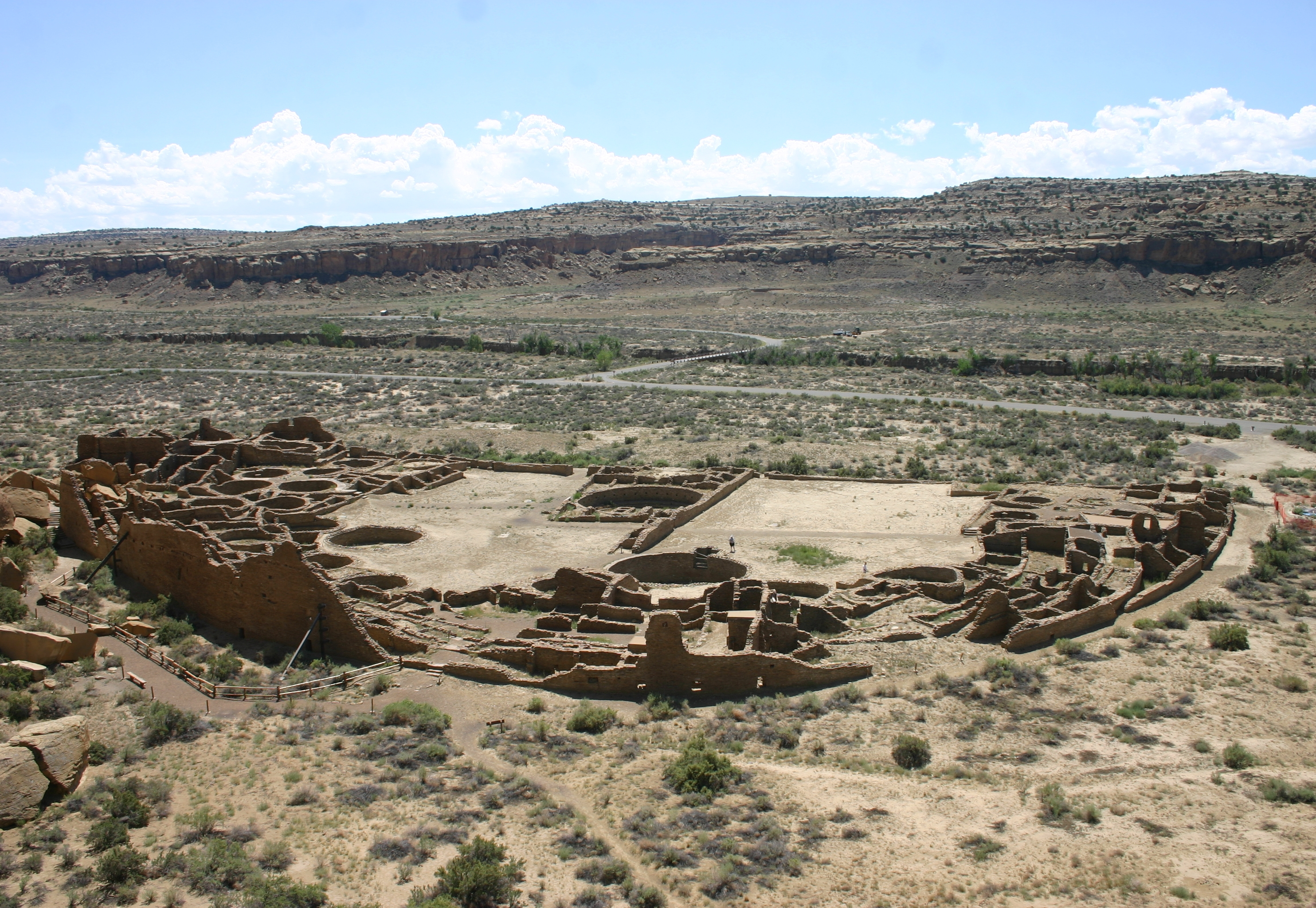
Imagen general.

Una sugerencia común entre los arqueólogos es que Pueblo bonito pudo haber sido un centro espiritual de reunión entre las diferentes tribus pueblo, debido a la presencia de las Kivas las cuales han sido comúnmente usadas para funciones rituales al igual que los otros lugares dentro del Cañón chaco.
Pueblo Bonito al igual que las demás Grandes casas permite al explorador comprender el grado de desarrollo y entendimiento que los Anasazi/Los Antiguos pueblos tenía de los ciclos solares y lunares, los cuales se encuentran marcados en los petroglifos que rodean el área del acantilado, al igual que la posición de Pueblo bonito en sí mismo con estos ciclos.

### Otras edificaciones
En el Cañón del Chaco más de doce construcciones parecidas a pueblo Bonito, estas son llamadas Great Houses o Grandes Casas al igual que Pueblo Bonito,
Estas son algunas:
- Pueblo Pintado
- Una Vida
- Hungo Pavi
- Chetro Ketl
- Pueblo del Arroyo
- Peñasco Blanco
- Casa Chiquita
- Casa Rinconada
- Kin Kletso

entre otras.